# گنادی ماناکوف
گنادی ماناکوف (به انگلیسی: Gennadi Manakov) (زاده ۱ ژوئن ۱۹۵۰ – درگذشته ۲۶ سپتامبر ۲۰۱۹) فضانورد اهل اتحاد شوروی بود. وی در مأموریت سایوز تی‌ام-۱۰، سایوز تی‌ام-۱۶ حضور داشته است.